# Louise Maillat
Louise Maillat est une fillette de huit ans qui, d'après Henry Boguet, fut rendue impotente de tous ses membres le 5 juin 1598. Ses parents décidèrent de l'exorciser.
"Là se découvrirent cinq démons, lesquels étaient loup, chat, chien, joli, griffon, et comme le prêtre le demanda à la fille qui lui avait baillé le mal, elle répondit que c'était Françoise Secrétain...".
Alors que ses parents priaient pour elle, la jeune simulatrice (?) finit par rejeter ce qu'elle avait avalé.
"Les démons sortirent par sa bouche en forme d'une pelote, grosse comme le poing, rouge comme feu, sauf que le chat était noir... tous ces démons étant dehors firent trois ou quatre voltes à l'entour du feu, puis disparurent, et dès lors la fille commença à se mieux porter qu'auparavant." .

## Sources
- Dictionnaire du Diable de Roland Villeneuve - Pierre Bordas & Fils  (ISBN 2863111841)